# ケルシー・サンダース
ケルシー・サンダース（Kelsey Sanders、1990年7月11日 - ）は、アメリカ合衆国の女優。ジョージア州アトランタ出身。

## 出演作品
- プライベート　～女子寮連続殺人事件
- ジンジャーデッドマン VS　パペット・モンスター